# القناة لتوزيع الكهرباء
شركة القناة لتوزيع الكهرباء، هي شركة حكومية لإنتاج الكهرباء، وتابعة للشركة القابضة لكهرباء مصر.

## عن الشركة
هي إحدى الشركات العملاقة التابعة للشركة القابضة لكهرباء مصر ويشمل النطاق الجغرافي لنشاط الشركة محافظات الشرقية، الإسماعيلية، بورسعيد، السويس، البحر الأحمر، شمال سيناء، جنوب سيناء والمدن الجديدة؛ مدينة العاشر من رمضان، مدينة الشروق، مدينة بدر، مدينة الهايكستب، مدينة الصالحية الجديدة.
تبلغ مساحة هذه المحافظات حوالي 290 ألف كيلو متر مربع تمثل حوالي 30% من إجمالي مساحة جمهورية مصر العربية، ويبلغ إجمالي عدد السكان في نطاق عمل الشركة 11 مليون نسمة تقريباً.
كما تخدم الشركة أهم المناطق السياحية في مصر. والمشروعات العملاقة التالية:
- المشروع القومي لتنمية سيناء.
- المشروع القومي لتنمية شرق التفريعة.
- المشروع القومي لتنمية خليج السويس.

## نشاط الشركة
توزيع وبيع الطاقـة الكهربـائية للمشتركين علي الجهود المتوسطة 22 , 11 ك.ف والجهـود المنخفضة 220، 380 ف.
إدارة وتشغيل وصيانة شبكات الجهد المتوسط والمنخفض.
القيام بأعمال الدراسات والبحوث والتصميمات الفنية وتنفيذ مشروعات توصيل التيار الكهربي للاستخدامات المختلفة.
إدارة وتشغيل وصيانة محطات توليد الكهرباء المعزولة عن الشبكات الكهربائية الموحدة.
وفي مجال تحسين الأداء واستقرار التغذية وسرعة إصلاح الأعطال لتقليل فترات الانقطاع.

## البيانات الفنية
الحمل الأقصى: 3404 ميجاوات.
طول شبكات الجهد المنخفض: 44457 كم هوائي + 13528.828 كم كابلات ( ملك الشركة وملك الغير).
أطوال شبكات الجهد المتوسط 31657 كم (خطوط وكابلات).
عدد محولات التوزيع: 28805 محول (ملك الشركة وملك الغير).

## بيانات تجارية
الطاقة الواردة: 21366 مليون ك.و.س في 30/6/2013.
الطاقة المباعة: 20151مليون ك.و.س في 30/6/2013.
عدد المشتركين: حوالي 3.437مليون مشترك (كبار وصغار المشتركين).
عدد الهندسات: 80 هندسة.

## وصلات خارجية
- http://www.cced.gov.eg/ar/